# Manolo Poulot
Manolo Poulot (né le 28 juin 1974 à Guantánamo) est un judoka cubain. Il participe aux Jeux olympiques d'été de 2000 en combattant dans la catégorie des poids de moins de 60 kg et remporte la médaille de bronze. Au cours de sa carrière, il devient également champion du monde en 1999.

## Palmarès

### Jeux olympiques
- Jeux olympiques de 2000 à Sydney,  Australie
  -  Médaille de bronze.

### Championnats du monde
- 1999 :  Médaille d'or.